# Resolution 662 des UN-Sicherheitsrates
Die Resolution 662 des UN-Sicherheitsrates ist eine Resolution, die der Sicherheitsrat der Vereinten Nationen am 9. August 1990 angenommen hat.

## Auszüge im Originalwortlaut
„Der Sicherheitsrat,

unter Hinweis auf seine Resolutionen 660 (1990) vom 2. August 1990 und 661 (1990) vom 6. August 1990,

in höchstem Maße beunruhigt darüber, dass Irak seinen „umfassenden und ewigen Zusammenschluss“ mit Kuwait erklärt hat,

erneut verlangend, dass Irak alle seine Streitkräfte unverzüglich und bedingungslos auf die Stellungen zurückzieht, in denen sie sich am 1. August 1990 befanden,

entschlossen, der Besetzung Kuwaits durch Irak ein Ende zu bereiten und die Souveränität, Unabhängigkeit und territoriale Integrität Kuwaits wiederherzustellen,

sowie entschlossen, die Herrschaft der rechtmäßigen Regierung Kuwaits wiederherzustellen,

1. beschließt, dass die in welcher Form und unter welchem Vorwand auch immer vorgenommene Annexion Kuwaits durch Irak keine rechtliche Gültigkeit besitzt und als null und nichtig gilt;
2. fordert alle Staaten, internationalen Organisationen und Sonderorganisationen auf, die Annexion nicht anzuerkennen sowie jede Maßnahme und jeden Verkehr zu unterlassen, die als indirekte Anerkennung der Annexion ausgelegt werden könnten;
3. verlangt, dass Irak seine Maßnahmen zur Annexion Kuwaits rückgängig macht;
4. beschließt, diesen Punkt auf seiner Tagesordnung zu belassen und seine Bemühungen zur baldigen Beendigung der Besetzung fortzusetzen.“